# Menneskets Herre
Menneskets Herre (originaltitel Name the Man) er en amerikansk stumfilm fra 1924 instrueret af Victor Sjöström.

## Medvirkende
- Mae Busch som Bessie Collister
- Conrad Nagel som Victor Stowell
- Hobart Bosworth som Christian Stowell
- Creighton Hale som Alick Gell
- Patsy Ruth Miller som Fenella Stanley
- Winter Hall
- Aileen Pringle som Isabelle
- DeWitt Jennings som Dan Collister